# راي باري
راي باري (بالإنجليزية: Ray Barry)‏‏ (4 أكتوبر 1928 - 28 أغسطس 2018) هو لاعب هوكي الجليد أمريكي كندي، وقد لعب 18 مباراة في دوري الهوكي الوطني.

## روابط خارجية
- راي باري على موقع دوري الهوكي الوطني (الإنجليزية)
- راي باري على موقع قاعة مشاهير الهوكي (لاعب أن.إتش.أل) (الإنجليزية)
- راي باري على موقع EliteProspects.com (الإنجليزية)
- راي باري على موقع HockeyDB.com (الإنجليزية)
- راي باري على موقع Hockey-Reference.com (الإنجليزية)